# Reißigwald mit Lochhaus
Der Reißigwald mit Lochhaus ist ein Stadtteil von Plauen und liegt im Stadtgebiet Nord.
Der Stadtteil ist flächenmäßig identisch mit den Gemarkungen Reißigwald und Pfaffenhaus. Der Reißigwald wurde 1922 eingemeindet, die Gemarkung Pfaffenhaus folgte 1940.

## Geographie

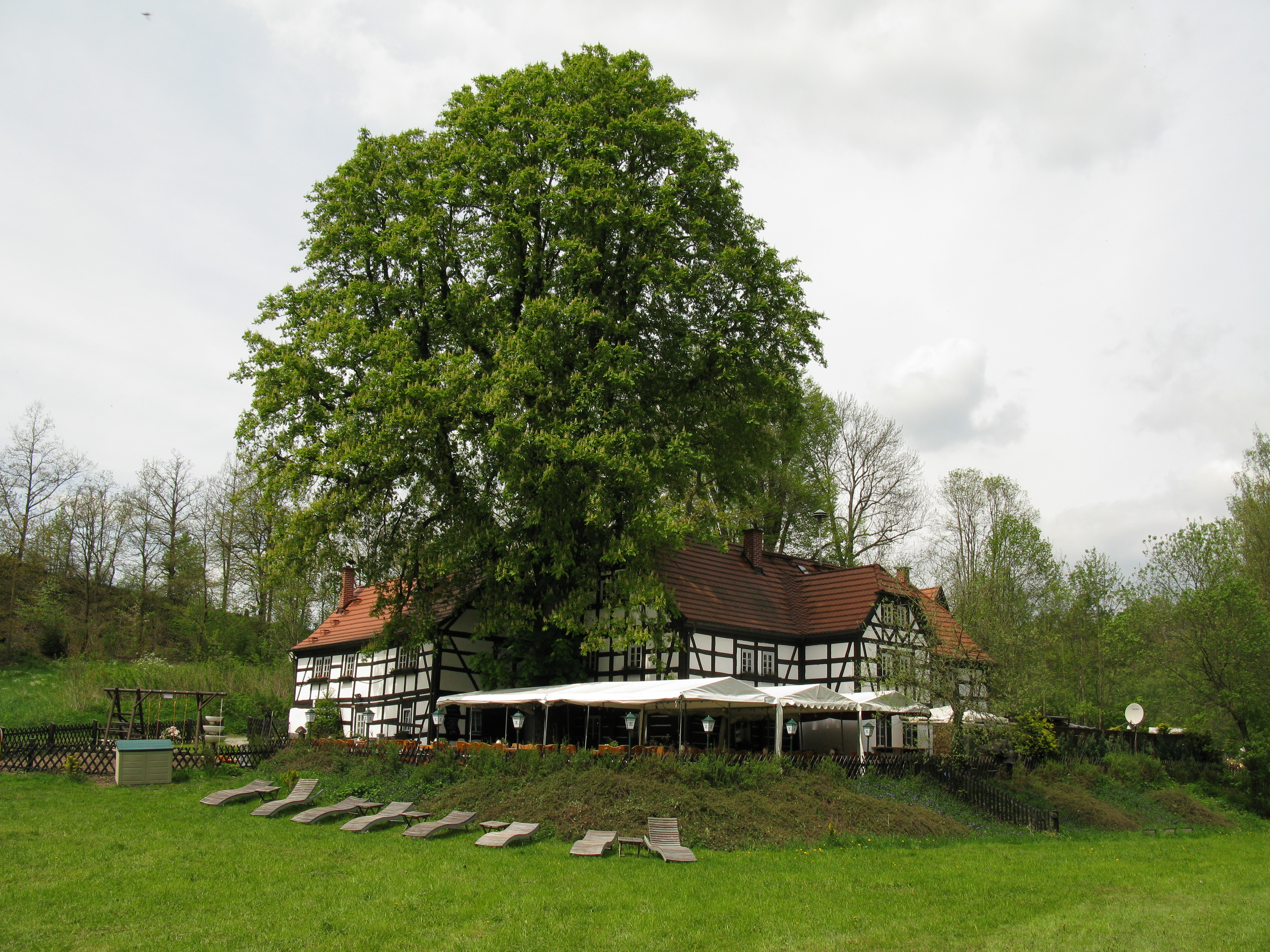
Der Lochbauernhof

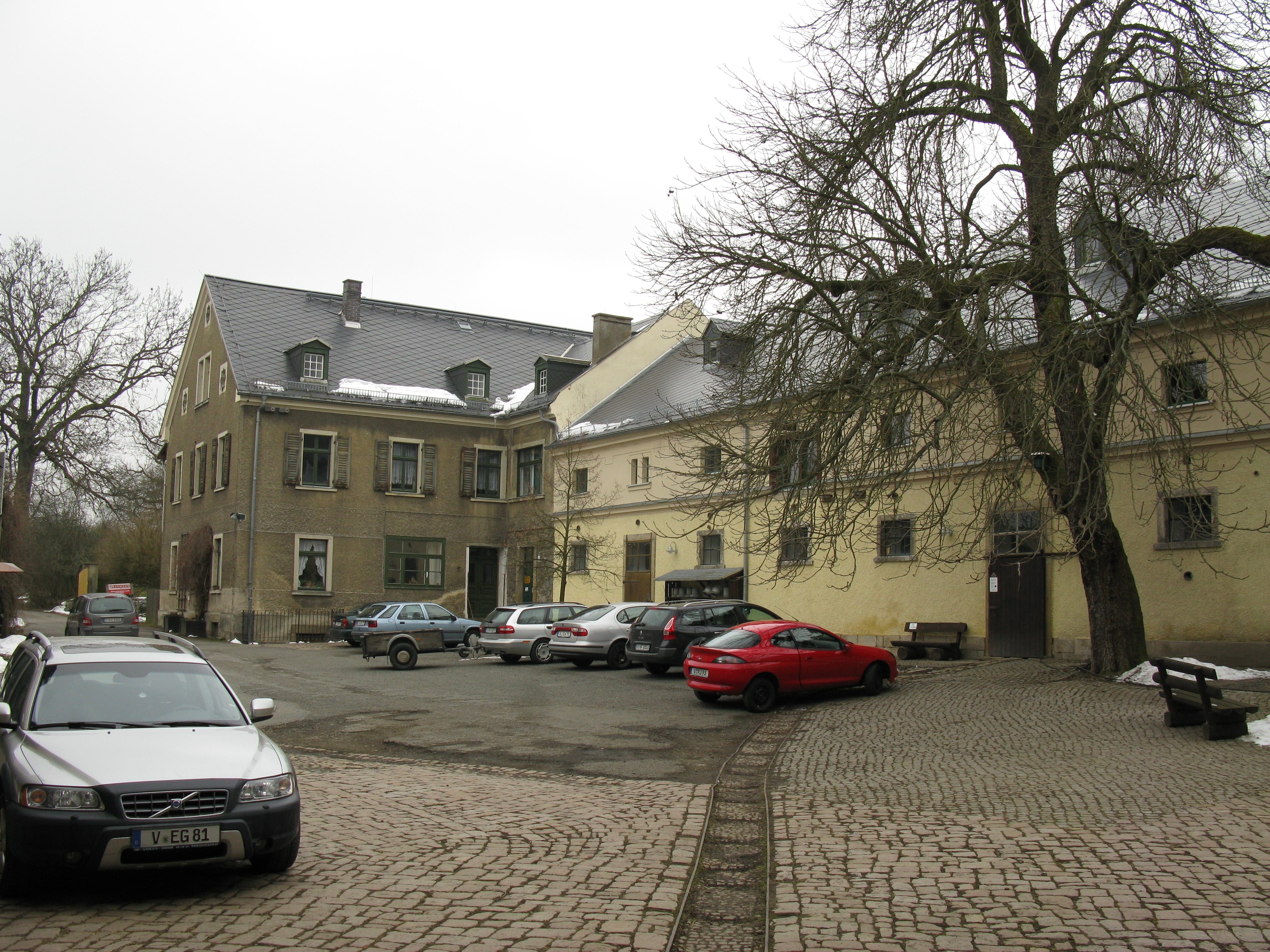
Das Pfaffengut

Die Gemarkung Reißigwald besteht zu 92,4 % aus dem namensgebenden Waldgebiet und zu 1 % aus Landwirtschaftlicher Nutzfläche. Die restliche Fläche sind Straßen und Industrieflächen. Im äußersten Südosten befindet sich die städtische Kläranlage als einzige Bebauung.
Die Gemarkung Pfaffenhaus besteht zu 63,7 % aus landwirtschaftlicher Nutzfläche und zu 15,4 % aus Wald.  An der südwestlichen Grenzen zur Gemarkung Reißigwald befindet sich das Pfaffengut, das heute als Vogtländisches Umwelt- und Naturschutzzentrum genutzt wird. An der südöstlichen Grenze liegt der Lochbauernhof, ein Gehöft von 1648, in dem heute eine Pension und ein Restaurant untergebracht sind.
Der Stadtteil Reißigwald mit Lochhaus liegt im Nordosten Plauens und grenzt an fünf weitere Stadtteile Plauens und eine Gemeinde im Vogtlandkreis.
| Jößnitz    | Röttis                                      |                           |
| Haselbrunn | Kompassrose, die auf Nachbargemeinden zeigt | Möschwitz (Gemeinde Pöhl) |
| Reißig     | Preißelpöhl                                 |                           |